# اتیل متیل‌فنیل‌گلیسیدات
اتیل متیل‌فنیل‌گلیسیدات (به انگلیسی: Ethyl methylphenylglycidate) با فرمول شیمیایی C۱۲H۱۴O۳ یک ترکیب شیمیایی است. که جرم مولی آن ۲۰۶٫۲۴ g/mol می‌باشد. شکل ظاهری این ترکیب، مایع بی‌رنگ و زرد کمرنگ است.